# Tachyphyle allineata
Tachyphyle allineata là một loài bướm đêm trong họ Geometridae.